# Cevedale
Cevedale, (en italià, Monte Cevedale; en alemany, Zufallspitze) és una muntanya dels Alps centrals, al massís dels Ortles, al Tirol del Sud; té 3.764 metres d'altura. Està al límit entre la regió de Trentino - Tirol del Sud i Llombardia.